# A Kid for Two Farthings
A Kid for Two Farthings is een Britse dramafilm uit 1955 onder regie van Carol Reed. Destijds werd de film in Nederland uitgebracht onder de titel Het grote verlangen.

## Verhaal
De jonge Joe woont met zijn moeder in een arme buurt in Londen. Hij wil de wensen van zijn hardwerkende buren in vervulling zien gaan. Wanneer hij een sprookje hoort over een eenhoorn die wensen kan laten uitkomen, zoekt hij al zijn kleingeld bij elkaar om het toverdier te gaan kopen.

## Rolverdeling
| Acteur           | Personage          |
| ---------------- | ------------------ |
| Celia Johnson    | Joanna             |
| Diana Dors       | Sonia              |
| David Kossoff    | Avrom Kandinsky    |
| Joe Robinson     | Sam Heppner        |
| Jonathan Ashmore | Joe                |
| Brenda de Banzie | Ruby               |
| Primo Carnera    | Python Macklin     |
| Lou Jacobi       | Blackie Isaacs     |
| Irene Handl      | Mevrouw Abramowitz |
| Danny Green      | Bully Bason        |
| Sydney Tafler    | Madam Rita         |
| Sidney James     | Ice Berg           |
| Vera Day         | Mimi               |
| Daphne Anderson  | Dora               |
| Joseph Tomelty   | Vagrant            |